# Hemifusus kawamurai
Hemifusus kawamurai is een slakkensoort uit de familie van de Melongenidae. De wetenschappelijke naam van de soort is voor het eerst geldig gepubliceerd in 1965 door Kira.